# Brauerei Falter
La Privatbrauerei J.B. Falter KG est une brasserie à Regen, dans le Land de Bavière (Allemagne).

## Histoire
En 1649, une brasserie est fondée pour la première fois à l'extérieur des portes de ce qui était alors le bourg de Regen, le bourgmestre était Lorenz Geiger. En 1928, Johannes Baptist Falter, l'un des fils de Michael Falter, le fondateur de la Falterbräu à Drachselsried, reprend la brasserie et la nomme Bürgerbräu Regen. Depuis lors, l'entreprise est une entreprise familiale. En 1981, elle passe à Sepp Falter senior qui en fait la Privatbrauerei Falter et en 2007 à Sepp Falter junior.
L'usine d'embouteillage, l'aile des bureaux et une grande salle de bal sont reconstruites en 1973, suivies dix ans plus tard par la brasserie et en 1986, l'auberge de la brasserie est reconstruite.

## Production
La brasserie Falter utilise de l'eau du puits profond de la brasserie, du houblon et du malt de Bavière et de la levure de son propre élevage.
La gamme de produits comprend les bières Export Hell, Privat Hell, Privat Pils, Lager, Weissbier, Dark Weissbier, Light Weissbier, Festbier, Pichelsteiner Festbier, Brimstone, Radler, Christmas Festival Beer, Christmas Doppelbock et Regenerator.
La bière est embouteillée dans des bouteilles à capsule, des bouteilles magnum, des fûts, des fûts pour les fêtes et des fûts en bois.
Douze types de boissons non alcoolisées sont vendues sous licence de Frucade. Elles sont embouteillées dans des bouteilles à capsule à vis.